# Tarraco
Tarraco (het huidige Tarragona), was een Iberische, en later Romeinse stad op de oostkust van Spanje, gelegen op 85 km ten zuidwesten van het huidige Barcelona in Catalonië.

## Geschiedenis
In de Iberische periode was Tarraco een belangrijke nederzetting van de stam der Cessetani, die in 218 v.Chr. bij het begin van de Tweede Punische Oorlog definitief in Romeinse handen viel, toen ze na de Slag bij Cissa door Gnaeus Cornelius Scipio werd ingenomen. Deze begon ter plaatse onmiddellijk een nieuwe stad te bouwen, die spoedig een van de welvarendste van Hispania werd, en als operatiebasis ging dienen voor de langdurige strijd van de Romeinen tegen de oorspronkelijke bewoners van het Iberische binnenland. De voornaamste inkomstenbronnen van Tarraco waren landbouw, textielnijverheid en handel over zee.
In de 1e eeuw v.Chr., tijdens de burgeroorlog tussen Caesar en Pompeius, was Tarraco aanvankelijk trouw aan Pompeius, maar sloot zich later aan bij Caesar, die de stad na 45 v.Chr. tot Romeinse kolonie verhief onder de naam Colonia Iulia Urbs Triumphalis Tarraco en er Romeinse kolonisten vestigde. Tarraco verving ook Carthago Nova als hoofdplaats van de provincia Hispania Citerior, die later zelfs Hispania Tarraconensis ging heten. 
Augustus resideerde er in de jaren 26 en 25 v.Chr. en bewees de stad vele gunsten, net als andere keizers na hem.
Tarraco bereikte een hoogtepunt in de 2e eeuw en speelde toen een cruciale rol in de handel op het Iberisch Schiereiland, maar haar betekenis nam af nadat zij in de jaren na 260 verwoest werd door invallende Franken, en tevens omdat de haven steeds verder verzandde.
In 422 leden de Romeinen in de slag bij Tarroco een grote nederlaag op de Vandalen die daarmee een groot deel van Spanje in bezit kregen.

## Overblijfselen
Nog uit de 3e eeuw v.Chr. dateert de enorme, over een afstand van 1 km uitstekend bewaarde stadsmuur. Behalve deze muur zijn de voornaamste Romeinse resten in Tarraco en omgeving een fraai aquaduct, een triomfboog, keldergewelven van een circus,  delen van een amfitheater, een theater en het Forum. Op de plaats van de huidige kathedraal van Tarragona lag de tempel van Jupiter. De stad bezit ook twee rijke archeologische musea.

## Werelderfgoed
In 2000 werden 14 uit de Romeinse tijd overgebleven bouwwerken als een archeologische verzameling op de werelderfgoedlijst van UNESCO geplaatst

### Monumenten in Tarraco
- Romeinse stadsmuur van Tarraco
- Heiligdom van het Provincie Forum in Tarraco
- Provincie Forum van Tarraco
- Romeins circus van Tarraco
- Kleine Forum van Tarraco
- Romeins theater van Tarraco
- Amfitheater van Tarraco
- Vroegchristelijke necropolis van Tarraco

### Monumenten in de omgeving van Tarraco
- Aqüeducte de les Ferreres (4 km noordelijk)
- Torre dels Escipions (5 km oostelijk)
- Steenbrug van El Mèdol (9 km noordoostelijk)
- Mausoleum van Centcelles bij Constantí (5 km noordelijk)
- Villa rustica van Els Munts bij Altafulla (10 km oostelijk)
- Arc de Berà bij Roda de Barà (20 km oostelijk)

Alhambra, Generalife en Albaicín, Granada ·
Kathedraal van Burgos ·
Historisch centrum van Córdoba ·
Klooster en plaats van het Escorial, Madrid ·
Werken van Gaudí ·
Grot van Altamira en de paleolithische grotkunst van Noord-Spanje ·
Monumenten van Oviedo en het koninkrijk Asturië ·
Oude stad Ávila met de Kerken-buiten-de-Muren ·
Oude stad Segovia en aquaduct ·
Santiago de Compostella (oude stad) ·
Nationaal park Garajonay ·
Historische stad Toledo ·
Mudéjararchitectuur van Aragón ·
Oude stad Cáceres ·
Kathedraal, Alcázar en Archivo General de Indias in Sevilla ·
Oude stad Salamanca ·
Klooster van Poblet ·
Archeologisch ensemble van Mérida ·
Pelgrimsroute naar Santiago de Compostella ·
Koninklijk klooster van Santa Maria de Guadalupe ·
Nationaal park Doñana ·
Historische ommuurde stad Cuenca ·
La Lonja de la Seda van Valencia ·
Las Médulas ·
Palau de la Música Catalana en Hospital de Sant Pau, Barcelona ·
Monte Perdido ·
Kloosters van San Millán Yuso en Suso ·
Prehistorische rotskunst in de Coa Vallei en de Siega Verde ·
Rotskunst van het Middellandse Zeebekken op het Iberisch Schiereiland ·
Universiteit en historische parochie van Alcalá de Henares ·
Ibiza, biodiversiteit en cultuur ·
San Cristóbal de La Laguna ·
Archeologisch ensemble van Tarraco ·
Archeologisch Atapuerca ·
Catalaanse romaanse kerken van de Vall de Boí ·
Palmeral van Elche ·
Romeinse muur van Lugo ·
Cultuurlandschap van Aranjuez ·
Monumentale renaissance-ensembles van Úbeda en Baeza ·
Vizcayabrug ·
Oude en voorhistorische beukenbossen van de Karpaten en andere regio's van Europa ·
Nationaal park El Teide ·
Herculestoren ·
Cultuurlandschap van de Serra de Tramuntana ·
Erfgoed van kwik. Almadén en Idrija ·
Dolmens van Antequera ·
Kalifaatstad Medina Azahara ·
Cultuurlandschap van de Risco Caído en de heilige bergen van Gran Canaria  ·
Paseo del Prado en Parque del Buen Retiro, een landschap van kunst en wetenschap